# North Central Cass (Minnesota)
North Central Cass es un territorio no organizado ubicado en el condado de Cass en el estado estadounidense de Minnesota. En el Censo de 2010 tenía una población de 28 habitantes y una densidad poblacional de 0,12 personas por km².

## Geografía
North Central Cass se encuentra ubicado en las coordenadas 47°6′46″N 94°22′19″O / 47.11278, -94.37194. Según la Oficina del Censo de los Estados Unidos, North Central Cass tiene una superficie total de 230.7 km², de la cual 21.06 km² corresponden a tierra firme y (90.87%) 209.64 km² es agua.

## Demografía
Según el censo de 2010, había 28 personas residiendo en North Central Cass. La densidad de población era de 0,12 hab./km². De los 28 habitantes, North Central Cass estaba compuesto por el 89.29% blancos, el 0% eran afroamericanos, el 0% eran amerindios, el 0% eran asiáticos, el 0% eran isleños del Pacífico, el 7.14% eran de otras razas y el 3.57% pertenecían a dos o más razas. Del total de la población el 7.14% eran hispanos o latinos de cualquier raza.